# Tony Rombouts
Tony Rombouts (Hasselt, 14 oktober 1952 – 31 oktober 1990) was een Belgisch voetballer. Hij speelde verscheidene seizoenen voor onder meer FC Winterslag en AA Gent. Rombouts kwam ook uit voor zowel Standard Luik als RSC Anderlecht.

## Carrière
Tony Rombouts sloot zich in zijn geboortestreek op 10-jarige leeftijd aan bij voetbalclub Hasseltse VV. Niet veel later fusioneerde de club met Excelsior Hasselt en veranderde de naam in SC Hasselt. In 1970 maakte de toen 18-jarige Rombouts zijn debuut in het eerste elftal. SC Hasselt speelde in derde klasse. Rombouts was een stevige verdediger die voornamelijk op de linkerflank speelde en opviel met zijn rode krullen. Zijn verre inworpen groeiden in de loop der jaren uit tot een van zijn sterkste wapens.
Na vier seizoenen bij de derdeklasser volgde een transfer naar Standard Luik. Bij de Rouches was net de Nederlandse coach Cor van der Hart gearriveerd. Maar de plotse overstap naar een topclub leek toch iets te hoog gegrepen voor Rombouts. De jonge verdediger kreeg slechts een paar speelkansen van de trainer. De concurrentie achterin was dan ook groot met spelers als Eric Gerets, Michel Renquin en Nico Dewalque. Na één seizoen hield Rombouts het voor bekeken. Limburger verhuisde naar KFC Winterslag.
Tweedeklasser Winterslag werd beschouwd als club van de mijnwerkers, die in die streek talrijk aanwezig waren. Robert Waseige was er op dat ogenblik aan de slag als trainer. Rombouts groeide bij Winterslag uit tot een vaste waarde. Na één seizoen promoveerde hij met Winterslag naar de hoogste afdeling. Met ploegmaats als Pierre Denier en Johan Devrindt hield de club zich goed staande in Eerste Klasse. Dat Rombouts op de positie van linksachter was uitgegroeid tot een van de sterkhouders van het elftal was ook andere clubs niet ontgaan. In 1979 ruilde hij Winterslag in voor RSC Anderlecht.
Het was na Standard zijn tweede poging om het te maken bij een topclub. Rombouts werd bij Anderlecht binnengehaald als een mogelijke vervanger voor Jean Thissen. Maar ook de jonge linksachter Michel De Groote streek in de zomer van 1979 neer in het Astridpark, hopend op een basisplaats in het eerste elftal. De Groote trok uiteindelijk aan het langste eind. Trainer Urbain Braems gunde Rombouts soms nog enkele speelminuten, maar zijn opvolger Tomislav Ivić deed dat amper. In zijn tweede seizoen kwam hij bijna niet meer van de bank. Anderlecht pakte toen wel de landstitel, waarna de toen 29-jarige Rombouts samen met ploegmaat Jean-Claude Bouvy naar KAA Gent trok.
Bij Gent veroverde Rombouts wel een basisplaats. Soms betekende dat wel dat hij op het middenveld moest spelen, omdat de trainer op de linksachterpositie de voorkeur gaf aan de bikkelharde Michel De Wolf. In 1984 loodste coach Robert Goethals het team naar de finale van de Beker van België. In de finale stonden de Buffalo's tegenover Rombouts' ex-club Standard. Gent won met 2-0 en veroverde zo de tweede Beker uit de geschiedenis van de club.
Rombouts voetbalde nog tot 1986 voor KAA Gent. Daarna zei hij het topvoetbal vaarwel en speelde hij nog 3 seizoenen in de lagere reeksen bij Helzold FC Zolder. Op 31 oktober 1990 overleed Rombouts aan de gevolgen van een ziekte.
In totaal speelde hij in de Eerste Klasse 232 wedstrijden en scoorde 27 doelpunten.

## Erelijst
- Promotie naar Eerste Klasse: 1976
- Landskampioen: 1981
- Beker van België: 1984